# Экштейн, Фердинанд
Фердинанд Экштейн (сентябрь 1790, Копенгаген — 25 ноября 1861, Париж) — французский писатель-публицист, философ, драматург, востоковед и полицейский.

## Биография
Фердинанд Экштейн родился в принявшей протестантство еврейской семье, но в семнадцатилетнем возрасте в Риме перешел из лютеранства в католицизм. Окончил Гейдельбергский университет. Во время последней коалиции против Наполеона I сражался в качестве волонтёра на стороне союзников (в 1812, 1813 и 1814 годах). После Венского конгресса поступил на службу сначала во вновь образованное Нидерландское королевство, а затем служил в Люксембурге и позже во Франции, начав работу в полиции Марселя, с 1818 года став генеральным инспектором министерства полиции и занимая также различные должности в министерстве юстиции, потом в министерстве иностранных дел. В 1826—1829 годах издавал журнал Le catholique, активно участвовал в литературной жизни. После Июльской революции он оставил службу и занимался в основном научной работой в области востоковедения.
Был сотрудником ультрароялистического органа «Drapeau blanc» и писал в других изданиях того же направления. Разделяя, в общем, стремления де Местра и Бональда, Экштейн создал себе своеобразное ультрамонтанское миросозерцание и с этой точки зрения рассматривал и индивидуальную, и социальную жизнь человека. Был известен как сторонник религиозной и гражданской свободы и как востоковед — владел санскритом и имел прозвище «барон санскрита» за свои поиски описаний библейских событий в древнеиндийских текстах. В философии разделял позиции немецкого идеализма и католического традиционализма.
Главный его труд: «De l’Espagne, consid érations sur son passé, sur son pré sent et son avenir» (Париж, 1836). Другая важная работа — Recherches historiques sur l’humanité primitive. Théogonies et religions des anciens âges (Париж, 1848).